# Chovanella
Chovanella, monotipski rod fosilnih algi s jedinom vrstom C. kovalevii. Ova vrsta jedini je predstavnik razreda Chlorokybophyceae.